# Démétrios de Salamine de Chypre
Démétrios de Salamine (grec ancien : Δημήτριος ὁ Σαλαμίνιος) est un vainqueur olympique originaire de Salamine de Chypre.
Il est principalement connu grâce à une inscription sur une pierre trouvée à Anazarbe,,.
Il remporta trois fois de suite la course à pied du stadion d'une longueur d'un stade (environ 192 m) lors des 252es, 253es et 254es Jeux olympiques en 229, 233 et 237 ap. J.-C.,. Il remporta aussi le pentathlon lors des 252es et 253es jeux,.
Il remporta des victoires aux jeux pythiques et aux jeux néméens. Il triompha d'un total de 86 adversaires aux Sebasta (les « Jeux Augustes ») de Néapolis. Il l'emporta aussi à Smyrne (jeux du koinon d'Asie), aux jeux d'Antioche (jeux dans le cadre du culte impérial : dans l'ordre, aux jeux en l'honneur d'Hadrien, puis à ceux en l'honneur de Commode), deux fois aux jeux en l'honneur du divin Hadrien à Anazarbe, quatre fois aux jeux de Tarse ainsi que dans 47 concours récompensés par de l'argent,.
Il fut fait citoyen de la plupart des villes où il remporta une victoire. Deux empereurs romains le firent xystarche à vie d'Anazarbe,.

## Sources
- (de) Wolfgang Decker, Antike Spitzensportler : Athletenbiographien aus dem Alten Orient, Ägypten und Griechenland, Hildesheim, Arete Verlag, 2014, 201 p. (ISBN 978-3-942468-23-7).
- (en) Mark Golden, Sport in the Ancient World from A to Z, Londres, Routledge, 2004, 184 p. (ISBN 0-415-24881-7).
- (en) Harold Arthur Harris, « Notes on three athletic inscriptions », The Journal of Hellenic Studies, vol. 82,‎ 1962, p. 19-24.
- (it) Luigi Moretti, « Olympionikai, i vincitori negli antichi agoni olimpici », Atti della Accademia Nazionale dei Lincei, vol. VIII,‎ 1959, p. 55-199.